# Black Reel Awards
Black Reel Awards jsou filmové ceny, udílené nadací Augmentation of African-Americans in Film (FAAAF), která oceňuje výborné výkony Afroameričanů. První ceremoniál se konal v roce 2000 ve Washintonu D.C. První živá show se vysílala až v roce 2002.

## Kategorie

### Film
- Nejlepší film (od r. 2000)
- Nejlepší režie (od r. 2000)
- Nejlepší scénář (od r. 2000)
- Nejlepší mužský herecký výkon (od r. 2000)
- Nejlepší ženský herecký výkon (od r. 2000)
- Nejlepší mužský herecký výkon ve vedlejší roli (od r. 2000)
- Nejlepší ženský herecký výkon ve vedlejší roli (od r. 2000)
- Nejlepší obsazení (od r. 2000)
- Nejlepší dokument (od r. 2010)
- Nejlepší cizojazyčný film (od r. 2012)
- Nejlepší světový film (od r. 2017)
- Nejlepší skladatel (od r. 2011)
- Nejlepší píseň (od r. 2001)
- Nejlepší dabing (od r. 2013)
- Nejlepší nezávislý film (od r. 2002)
- Nejlepší nezávislý dokument (od r. 2010)
- Nejlepší nezávislý krátkometrážní film (od r. 2010)
- Objev roku (od r. 2003)
- Nejlepší nový režisér (od r. 2017)

### Televize
- Nejlepší TV film nebo mini-série (od r. 2000)
- Nejlepší režie (od r. 2000)
- Nejlepší scénář (od r. 2000)
- Nejlepší mužský herecký výkon v hlavní roli (od r. 2000)
- Nejlepší ženský herecký výkon v hlavní roli (od r. 2000)
- Nejlepší mužský herecký výkon ve vedlejší roli (od r. 2000)
- Nejlepší ženský herecký výkon ve vedlejší roli (od r. 2000)
- Nejlepší televizní dokument nebo televizní speciál (od r. 2015)

### Ukončené kategorie
- Nejlepší mužský herecký výkon v hlavní roli (drama) (jen v r. 2005)
- Nejlepší mužský herecký výkon v hlavní roli (muzikál/komedie) (jen v r. 2005)
- Nejlepší ženský herecký výkon v hlavní roli (drama) (jen v r. 2005)
- Nejlepší ženský herecký výkon v hlavní roli (muzikál/komedie) (jen v r. 2005)
- Nejlepší mužský herecký výkon ve vedlejší roli (drama) (jen v r. 2005)
- Nejlepší mužský herecký výkon ve vedlejší roli (muzikál/komedie) (jen v r. 2005)
- Nejlepší ženský herecký výkon ve vedlejší roli (drama) (jen v r. 2005)
- Nejlepší ženský herecký výkon ve vedlejší roli (muzikál/komedie) (jen v r. 2005)
- Nejlepší film (drama) (jen v r. 2005)
- Nejlepší film (muzikál/komedie) (jen v r. 2005)
- Nejlepší filmový plakát (2001–2002)
- Nejlepší soundtrack (2000–2009)
- Nejlepší mužský herecký výkon v hlavní roli (nezávislý film) (2002–2005)
- Nejlepší ženský herecký výkon v hlavní roli (nezávislý film) (2003–2005)
- Nejlepší televizní program (2001–2005)

## Rekordy
6 cen: Denzel Washington
4 ceny: Reggie Rock Bythewood, Don Cheadle, Jamie Foxx, Spike Lee, Steve McQueen, Anika Noni Rose, Cicely Tyson
3 ceny: Angela Bassettová, Ava DuVernay, Chiwetel Ejiofor, Kimberly Elise, Jennifer Hudson, John Legend, Gina Prince-Bythewood, Jeffrey Wright